# Nationalistpartiet (Sydafrika)

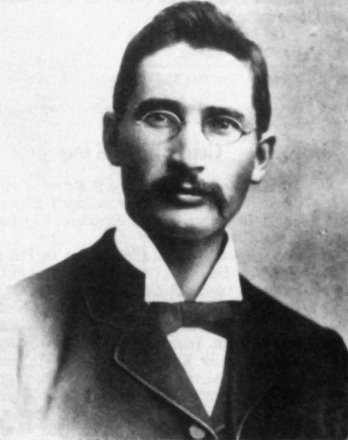
James Hertzog, grundare av det första Nasionale Party 1914.

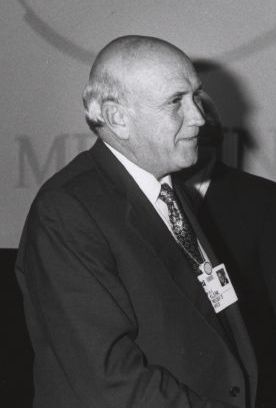
F W de Klerk, partiordförande 1989-1997. Apartheiderans siste president.

Nationalistpartiet (afrikaans: Nasionale Party), direktöversatt Nationella partiet, var ett konservativt och nationalistiskt politiskt parti i Sydafrika, grundat år 1914 och vid regeringsmakten oavbrutet under åren 1948–1994. Det var pådrivande för det rasbaserade samhällsbygget i landet, apartheid. Nationalistpartiet förlorade makten till Afrikanska nationalkongressen år 1994 i de första allmänna valen sedan apartheidsystemets avveckling och Sydafrikas demokratisering men deltog i en koalitionsregering fram till 1996. Ett år senare lades partiet ner och efterträddes av Nya Nationalistpartiet.

## Historia

### Boernationalism och opposition mot britterna
I slutet av 1913 hade boernationalisternas främste ledare James Barry Munnik Hertzog uteslutits från regeringen för sin agitation mot Brittiska imperiet vilket skapade en spricka inom det styrande Sydafrikanska partiet. Boernationalistiska politiker skapade året därpå en ny plattform för sin politik, med politiskt oberoende från Storbritannien som mål, och 1 juli 1914 bildades Oranjefristatens nationalistparti. 26 augusti bildades Nationalistpartiet i Transvaal och 9 juni 1915 bildades den sista regionala komponenten, Nationalistpartiet i Kapprovinsen. I de allmänna valen i oktober 1915 vann man 27 av 130 mandat i parlamentet och blev officiellt oppositionsparti till det brittiskdominerade Sydafrikanska partiet. Efter valsegern 1924 kunde nationalisterna bilda en koalitionsregering med det vita Labour Party. Hertzog, vars anhängare tidigare ställt uppmärksammat radikala krav, tvingades dock i regeringsställning föra en pragmatisk politik, inkluderande införandet av afrikaans som officiellt språk, skärpt rassegregation och en gentemot Storbritannien självständig utrikespolitik. Den stora depressionen ledde emellertid till krav på en samlingsregering, vilket föranledde en partisammanslagning med Sydafrikanska partiet till United South African National Party, kallat United Party.

### Splittring och nya partibildningar åren 1934-1951
Sammanslagningen ledde dock till massiv kritik från Hertzogs egna led och en grupp parlamentsledamoter under Daniel Malans ledning valde att lämna parlamentet för att bilda ett nytt oppositionsparti, Gesuiwerde Nasionale Party ("Renade nationalistpartiet"). I valet 1938 kunde partiet notera vissa framgångar med 27 mandat. UP vann dock en överlägsen seger med 111 mandat. Sedan UP-regeringen lett Sydafrika in i andra världskriget på de allierades sida avgick Hertzog i protest och bildade Volksparty ("Folkpartiet") 1939. VP upphörde 1940, då partiet sammanlogs med Malans renade nationalistpartiet, som fick namnet Herenigde Nasionale Party ("Återförenade nationalistpartiet") och erhöll 43 mandat i krigsvalet 1943. Hertzog och hans anhängare bröt sig dock ut igen 1941 för att bilda det mer moderata Afrikaanerpartiet. I koalition med Afrikanerpartiet besegrade HNP i valen 1948 Jan Smuts och United Party och Malan blev premiärminister med löften om en ny och skärpt raspolitik som kom att kallas apartheid. 1951 gick de två regeringspartierna samman och döptes om till Nasionale Party, Nationalistpartiet.

### Regeringsparti under apartheid
Politiska reformer under Malans regering, där makten samlades hos den boernationalistiska parlamentsmajoriteten, samt ett ökat stöd från landets engelsktalande väljare ledde till att partiet kunde behålla regeringsmakten till 1994, under vilken partiet i stort sett inte möttes av nämnvärt politiskt motstånd. Den av Malan öronmärkta rasåtskillnadspolitiken genomfördes med stor auktoritet, inkluderande bildandet av bantustaner i syfte att husera landets icke-vita befolkningsgrupper. Sedan Hendrik Verwoerd övertagit ledarskapet i partiet ökade kraven på en radikalisering av politiken och införandet av republik, vilket skedde 1961 efter en folkomröstning 1960. Under dennes regering började bantustanerna de jure behandlas som självständiga av Sydafrika, med det uttalade målet att skapa enskilda stater för landets svarta efter stamtillhörighet. Även det av Sydafrika ockuperade Sydvästafrika skulle omfattas av denna politik. Verwoerd mördades 1966.
Sedan Pieter Willem Botha övertagit ledarskapet för partiet 1978 och därmed regeringsmakten började regeringen genomföra begränsade reformer, samtidigt som bantustansystemet och ockupationen av Namibia upprätthölls. De begränsade reformerna, inkluderat legaliserande av sexuellt umgänge över rasgränserna, integrerade parkbänkar, bussar och liknande, ledde till att radikala afrikander lämnade Nationalistpartiet och bildade Konserwatiewe Party i hopp om att bibehålla rassegregationen i sin ursprungliga form. Nationalistpartiet kom därmed att förespråka en moderat, reformerad form av segregation. 1984 drev Bothas regering igenom en ny konstitution, som upprättade ett trekammarparlament för vita, färgade och indier, medan den svarta majoriteten kvarstod utan rösträtt. 1989 förlorade partiet sin absoluta majoritet av den vita väljarkåren men kvarstod i regering, samtidigt som årtal av terrordåd från svarta nationalistgrupper ledde till att regeringen tappade stöd till liberala vita partier som förespråkade en federal maktdelning. Botha insjuknade i en stroke 1989 och efterträddes av F W de Klerk, som omedelbart upphävde det förbud av ANC och PAC som rått sedan 1961 och inledde förhandlingar med den svarta oppositionen. Genom en folkomröstning 1992 sade två tredjedelar av den vita väljarkåren i en folkomröstning ja till fortsatta förhandlingar. Därmed var vägen till majoritetsstyre öppen.

### Efter Sydafrikas demokratisering
I de första fria valen i april 1994, sedan bantustansystemet avvecklats segrade ANC med över 60 % av rösterna. Nationalistpartiet, som med gehör satsat på stöd från de färgade och asiatiska befolkningsgrupperna, erhöll 20 % och återgick därmed till sin roll som oppositionsparti, medan de Klerk erhöll en post som vicepresident i en enhetsregering under ANC-ledaren Mandelas ledning. Partiet vann även en egen majoritet i Västra Kapprovinsen. Sedan de Klerk återdragit sitt stöd 1996 tappade partiet sitt inflytande, men förblev näst största parti i parlamentet.
Marthinus van Schalkwyk övertog partiledarämbetet efter de Klerks avgång 1997 och omorganiserade partiet till Nya Nationalistpartiet i hopp om att kunna göra upp med sitt förflutna från apartheideran. Nationalisterna förlorade därefter mycket av sitt väljarstöd och ingick i en allians med ANC före Nya Nationalistpartiet lades ner år 2005.

## Ytterligare efterträdare
I september 2008 bildades emellertid ett nytt Nationalistparti, National Party South Africa - Nasionale Party Zuid-Afrika med den föreskrivna rollen att vara de Klerks politiske arvtagare. Partiet deltog inte i 2009 års parlamentsval men vann en plats (av 221) i Kapstadens stadsfullmäktige år 2011. Partiet har under Achmat Williams slagit in på en konservativ och populistisk väg och tagit ställning för allmän sjukvård och gratis skolgång för alla sydafrikaner, avskaffande av samkönade äktenskap, ökade statspensioner och återinförande av kroppsstraff, dödsstraff och en mindre sekulär författning med utrymme för religiösa inslag i skolundervisning. Partiet avvisar alla försök till rasåtskillnadspolitik och ställer sig bakom Sydafrikas omfattande Bill of Rights.